# Lennart Gustafsson (politiker)
Gustaf Lennart Gustafsson, född 15 november 1891 i Hakarps socken, död på samma plats 17 april 1920, var en svensk lantbrukare, godsägare och politiker.

## Biografi
Gustafsson var son till riksdagsmannen Karl Johan Alfred Gustafsson och hans fru Augusta Johansdotter. Han föddes i Hakarps socken och växte upp på Stensholms säteri. 1918 köpte Gustafsson gården Dalskog i Hakarps socken, men avled två år senare, 29 år gammal, i spanska sjukan. Innan han dog utsågs han till kommunalnämndens ordförande i Hakarps landskommun, som representant för Högerpartiet.
Gården togs över av hans bror Salomon Gustafsson, även han aktiv politiker. Bröderna Gunnar Hakeman och Fritiof Domö samt systern Elin Hakeman var också engagerade politiskt. 